# Mike Weerts
Mike Weerts (Overloon, 24 maart 1982) is een Nederlands acteur.

## Studie
Weerts studeerde in 2005 af aan de Academie voor Drama in Eindhoven.

## Ambassadeur
Sinds 2022 is Weerts ambassadeur van Brabantsedag Heeze.

## Nominaties
| Jaar | Prijs                         | Categorie                                       | Productie            |
| ---- | ----------------------------- | ----------------------------------------------- | -------------------- |
| 2017 | John Kraaijkamp Musical Award | Beste Mannelijke Hoofdrol in een Kleine Musical | Dansen met de vijand |

## Filmografie
| Film      | Film                                       | Film                    | Film                        |
| Jaar      | Productie                                  | Rol                     | Opmerkingen                 |
| --------- | ------------------------------------------ | ----------------------- | --------------------------- |
| 2007      | Alles is Liefde                            | televisiepresentator    | bijrol                      |
| 2009      | Geen zin                                   | Henk                    | hoofdrol                    |
| 2009      | Murder                                     | Mickey                  | hoofdrol                    |
| 2010      | Het virus                                  |                         | hoofdrol                    |
| 2010      | Proost                                     | Groom                   | hoofdrol                    |
| 2011      | De bende van Oss                           | Gerrit van der Heijden  | hoofdrol                    |
| 2012      | Hochmut                                    | Snuf                    | hoofdrol                    |
| 2012      | Het bombardement                           | Chris                   | hoofdrol                    |
| 2013      | Contact                                    | Appie Kniele            | hoofdrol                    |
| 2013      | Borgman                                    | Arthur Stornebrink      | hoofdrol                    |
| 2014      | Dummie de Mummie                           | suppoost                | bijrol                      |
| 2015      | Michiel de Ruyter                          | Meester Koopman VOC     | bijrol                      |
| 2015      | Welkom thuis                               | Jan                     | hoofdrol                    |
| 2015      | Dummie de Mummie en de Sfinx van Shakaba   | suppoost                | bijrol                      |
| 2016      | De Helleveeg                               | bruiloftsgast toilet    | bijrol                      |
| 2016      | Op de dijk                                 | Chris                   | hoofdrol                    |
| 2016      | Of ik gek ben                              | Benjamin                | hoofdrol                    |
| 2016      | Meesterspion                               | zakenmannetje           | bijrol                      |
| 2016      | Mees Kees langs de lijn                    | vader langs de lijn     | bijrol                      |
| 2016      | Pete's Dragon                              | Jack                    | Nederlandse stem / hoofdrol |
| 2017      | Dummie de Mummie en de tombe van Achnetoet | suppoost                | bijrol                      |
| 2017      | Sinterklaas & het gouden hoefijzer         | Joey                    | hoofdrol                    |
| 2017      | Ferdinand                                  | Angus                   | Nederlandse stem / hoofdrol |
| 2018      | Het hart van Hadiah Tromp                  | Felix van Zandt         | hoofdrol                    |
| 2018      | Redbad                                     | scout                   | bijrol                      |
| 2021      | Ferry                                      | Jason Kant              | bijrol                      |
| 2021      | Baklap                                     | Julia                   | hoofdrol                    |
| 2023      | De Vuurlinie                               | Remco                   | bijrol                      |
| Televisie |                                            |                         |                             |
| Jaar      | Productie                                  | Rol                     | Opmerkingen                 |
| 2004      | Onderweg naar morgen                       |                         | gastrol                     |
| 2007      | Van Speijk                                 | glazenwasser            | gastrol                     |
| 2007-2010 | Voetbalvrouwen                             | Danny Doornbos          | hoofdrol                    |
| 2008-2010 | Wolfseinde                                 | Matt Kersjes            | hoofdrol                    |
| 2010      | Retour Uruzgan                             | Michiel                 | hoofdrol                    |
| 2012      | Moeder, ik wil bij de Revue                | Arnold                  | hoofdrol                    |
| 2013      | Moordvrouw                                 | Nick Baars / casinobaas | gastrol 2 aflev.            |
| 2014      | Johan: logisch is anders                   | jonge Henny Cruijff     | gastrol 4 aflev.            |
| 2014      | Rechercheur Ria                            | Dick de Lange           | gastrol                     |
| 2014      | Flikken Maastricht                         | Mark                    | gastrol                     |
| 2015      | Bureau Raampoort                           | Ed Korteweg             | gastrol                     |
| 2016      | Heer & Meester                             | Felix Twaalfhoven       | gastrol                     |
| 2016      | Project Orpheus                            | Jasper Overbeeke        | hoofdrol                    |
| 2016      | Dokter Tinus                               | Johnny Klein            | gastrol                     |
| 2016      | Sinterklaasjournaal                        | Pietenspotter Arthur    | gastrol 3 aflev.            |
| 2016      | Alleen op de wereld                        | cafébaas                | gastrol                     |
| 2017      | Celblok H                                  | bewaker Alex de Weert   | gastrol 8 aflev.            |
| 2019      | Flikken Maastricht                         | Daniel Witmans          | gastrol                     |
| 2019      | Flikken Rotterdam                          | Erik de Key             | gastrol                     |
| 2021      | Woensel West                               | Snakey                  | hoofdrol                    |
| 2022      | Odds                                       | Jeffrey                 | gastrol                     |
| 2023      | All Stars & Zonen                          | Niels                   | gastrol                     |
| 2023      | Swanenburg                                 | Joost                   | gastrol                     |
| 2024      | Onopgelost                                 | Kees                    | gastrol                     |

## Theater
| Jaar      | Productie                                            | Rol               |
| --------- | ---------------------------------------------------- | ----------------- |
| 2009      | SEF! monoloog                                        | Sef!              |
| 2010-2011 | Petticoat                                            | Willem van Rooden |
| 2011-2012 | Kantje boord                                         | Roy               |
| 2013-2014 | Baantjer                                             | Dick Vledder      |
| 2015-2016 | Dansen met de vijand                                 | Paul Glaser       |
| 2017      | Hendrik Groen - Pogingen iets van het leven te maken | Evert             |
| 2018      | All Stars                                            | Willem            |
| 2019      | Hendrik Groen - Zolang er leven is                   | Evert             |

## Televisieoptredens
| Jaar | Productie                   |
| ---- | --------------------------- |
| 2011 | Wat vindt Nederland?        |
| 2014 | Ik hou van Holland          |
| 2014 | De Slimste Mens             |
| 2014 | De Jongens tegen de Meisjes |
| 2015 | De Grote Improvisatieshow   |
| 2015 | Alles mag op vrijdag        |
| 2020 | Cultuur in actie!           |
| 2022 | Expeditie Robinson          |